# 菊水 (製麺メーカー)
株式会社菊水（きくすい）は、北海道江別市に本社を構える製麺業の企業。伊藤ハム米久ホールディングスの連結子会社。
コーポレートスローガンは、「味のふれあい・菊水」。

## 概要
ラーメン・そば・うどんなどの製麺を主力とする北海道を代表する製麺メーカー。
- 1949年12月 北海道上川郡下川町にて杉野製粉製麺工場を創業し、配給小麦粉を主原料とした委託製麺加工を始める。
- 1963年12月 「株式会社菊水」を設立。
- 1967年1月 札幌市白石町（現：白石区）に札幌工場を竣工。
- 1973年12月 江別市工栄町に新社屋が完成。本社機能・札幌工場を移転。
- 1980年9月 旭川市永山に旭川工場を竣工。
- 1987年7月 「寒干しラーメン」専用工場を併設。
- 1991年5月 菊水サッポロファクトリーを竣工。
- 1995年4月 伊藤ハム（現：伊藤ハム米久ホールディングス）の連結子会社となる。
- 2007年4月 東北・関東・中部・関西に加工センターを設置。
- 2007年4月 新揚げ物工場を建設。
- 2008年4月 本社工場 新包装ライン、新資材庫を建設。
- 2011年4月 本社工場 最新鋭の生ラーメン工場を建設。

## 主な製品

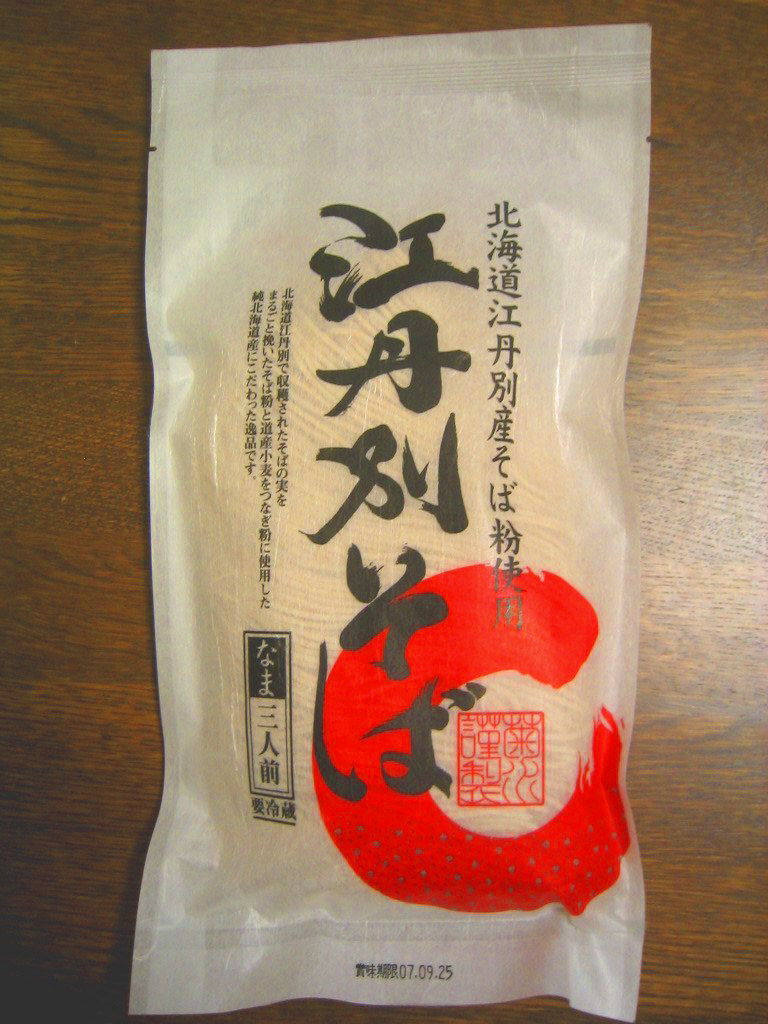
江丹別そば

生麺・スープ付き生ラーメン・乾燥ラーメン・乾麺・チルドめん・めんつゆ・ラーメンスープ・揚げ玉・かき揚げなど
- 寒干しラーメン
- 知床ざるそば
- ざるラーメン
- 江丹別そば
- 更科そば・ごまそば
- 焼きそば
- 焼きうどん
- 余市りんごのほっぺシリーズ（冷やし中華）
- 冷やしラーメン（冷やし中華）
- ソース焼きそば

## 事業所
- 本社・本社工場（北海道江別市工栄町19-6）
- 菊水サッポロファクトリー（北海道江別市工栄町23-3）
- 東北営業所（宮城県仙台市泉区泉中央3丁目2-1ルーセント21ビル3階　 伊藤ハム販売株式会社内）
- 東京営業所（東京都中央区新富1丁目14-8松永新富ビル5階）
- 関西営業所（兵庫県西宮市高畑町4-27 伊藤ハム株式会社　本社西館内）
- 中部営業所（愛知県名古屋市中川区清川町2丁目 中川運河中幹線A地区第27号地 伊藤ハム株式会社 名古屋事務所2階内）
- 九州営業所（佐賀県鳥栖市藤木町字若桜8-8 伊藤ハム販売株式会社 九州中央営業所内）

## CM
現在は放映されていないが、1990年代はHBCの天気予報やUHBの『笑っていいとも!増刊号』『UHBニュース（土曜日20:54枠）』で提供するなどして放映されていた。ちなみに、HBCにおける提供クレジットは「麺類の総合メーカー菊水がお送りします（しました）。」、UHBにおける提供クレジットは「味のふれあい菊水がお送りします（お送りしました）。」だった。